# Álvaro Sapag
Álvaro Antonio Sapag Rajevic, (Recoleta, 6 de febrero de 1962-9 de abril de 2023) fue un abogado, profesor y político chileno.

## Biografía
Su padre es Jaime Sapag Hagar y su madre es Dobrila Rajevic Bravar. Durante el primer mandato de Michelle Bachelet, fue designado como Director Ejecutivo de la Comisión Nacional del Medio Ambiente (Conama), cargo vacante en ese momento, ya que Ana Lya Uriarte, quien era su anterior titular, fue designada como Ministra de Medio Ambiente, en la gestión de la presidenta.
Sapag trabajó en Conama desde el año 1998, como jefe del Departamento Jurídico, y posteriormente lo hizo como jefe del Departamento de Relaciones Internacionales. Entre el año 2012 y 2013, aproximadamente, se integra al estudio Larraín y Asociados Abogados, siendo en ese momento su director Carlos Larraín.
El presidente Sebastián Piñera le ofreció la Subsecretaria de Medio Ambiente al asumir su gestión y Sapag no aceptó el cargo, manteniéndose en la jefatura de Conama. Hubo una polémica en la cual su militancia del PPD fue congelada, la ministra Ana Lya Uriarte sólo lo supo a través de la prensa y no por intermedio de Álvaro Sapag.
Fue un impulsor de la lucha contra el calentamiento global, destacando que el problema es un asunto mundial y que abarca a la salud, el transporte, la migración, la energía, las industrias, los impuestos y los aranceles, e invitó a veinte empresas chilenas con relevancia mundial a sumarse a trabajar en conjunto en pos de un mejoramiento global.